# Колхилл
Колхилл (англ. Colehill; ирл. Cnoc na Góla) — деревня в Ирландии, находится в графстве Лонгфорд (провинция Ленстер).